# Нзинга а Нкуву
Жуан I (порт. João I do Congo; автох.: Нзинга а Нкуву / Nzinga a Nkuwu или Nkuwu a Nzinga; ок. 1437 — 1509) — четвёртый (в некоторых источниках пятый) по счёту правитель (мвене) средневекового государства Конго, правивший 1470—1509 годх.

## Биография
Нзинга а Нкуву стал первым официально христианским монархом Экваториальной Африки. Король Конго в 1483 году установил первые контакты с португальскими моряками под командованием Диогу Кана. Португальцы продавали африканцам огнестрельное оружие, промышленные товары, а в обмен получали рабов и слоновую кость.
3 мая 1491 года Нзинга а Нкуву, его семья и свита приняли католичество. Нзинга а Нкуву получил имя Жуан (Иоанн), его жена — Элеонора, а сын — Афонсу. Это имена португальского короля, его жены и сына. Несмотря на то, что приверженность первых чернокожих католиков христианству была во многом формальной, она подготовила почву для дальнейшей деятельности португальских и французских миссионеров в регионе.
После смерти Жуана начались восстания, завершившиеся торжеством христианства. в XVI веке южная часть королевства Конго вошла в состав Португальской Анголы, а северная, значительно позже — в конце XIX века, стала сначала «личным владением» короля Бельгии Леопольда II под названием Независимое государство Конго, а затем и бельгийской колонией.